# Eremophila humilis
Eremophila humilis är en flenörtsväxtart som beskrevs av Chinnock. Eremophila humilis ingår i släktet Eremophila och familjen flenörtsväxter. Inga underarter finns listade i Catalogue of Life.